# Peckoltia
Peckoltia – rodzaj słodkowodnych ryb sumokształtnych z rodziny zbrojnikowatych (Loricariidae). Niektóre gatunki są popularnymi rybami akwariowymi zaliczanymi do glonojadów.

## Występowanie
Ameryka Południowa.

## Klasyfikacja
Gatunki zaliczane do tego rodzaju:
- Peckoltia braueri
- Peckoltia brevis
- Peckoltia caenosa
- Peckoltia capitulata
- Peckoltia cavatica
- Peckoltia compta
- Peckoltia ephippiata
- Peckoltia furcata
- Peckoltia greedoi
- Peckoltia lineola
- Peckoltia lujani
- Peckoltia multispinis – wąsacz kolczasty[4]
- Peckoltia oligospila
- Peckoltia otali
- Peckoltia pankimpuju
- Peckoltia relictum
- Peckoltia sabaji
- Peckoltia simulata
- Peckoltia vermiculata
- Peckoltia vittata – pekolcja prążkowana[5]
- Peckoltia wernekei

Gatunkiem typowym jest Chaetostomus vittatus (P. vittata).